# センターピア
センターピア株式会社（英字表記：Center Peer Corporation）は、日本の電気機器メーカー。製品は、19インチラックや分電盤などITインフラ関係に特化している。サーバーラック及び周辺機器の設計・製造・販売、オフィス環境におけるサーバーラック設置等の提案を行う。

## 概要
2000年に前身の有限会社が創業。2007年（平成19年）に株式会社化し、現社名となる。2008年には株式会社MTIにて1200galの耐震試験を実施（業界初）。2011年6月、Interop Tokyo2011に初出展。2012年6月Interop Tokyo2012年にも続けて出展。

## 沿革
- 2007年（平成19年）1月 - センターピア株式会社として中央区新川に設立
- 2007年（平成19年）8月 - 埼玉工場開設（埼玉県草加市）、電源製品の製造開始
- 2007年（平成19年）9月 - エコ対策仕様のラックの製造開始
- 2008年（平成20年）3月 - 耐震強度試験実施（株式会社MTI｜大型三次元振動台にて）
- 2008年（平成20年）6月 - ウィスカフリー仕様ラックの製造販売開始
- 2009年（平成21年）3月 - 本社を中央区日本橋兜町に移転
- 2009年（平成21年）12月 - Mラック発売開始
- 2010年（平成22年）2月 - ELラック発売開始
- 2010年（平成22年）3月 - TRラック発売開始
- 2011年（平成23年）6月 - Interop Tokyo 2011 に出展
- 2011年（平成23年）10月 - 第一回プライベートセミナー（日本橋にて）
- 2012年（平成24年）1月 - 野田新工場開設（千葉県野田市中野台）
- 2012年（平成24年）6月 - Interop Tokyo 2012 に出展
- 2012年（平成24年）7月 - 第二回プライベートセミナー実地
- 2012年（平成24年）11月 - 耐震強度試験実地
- 2013年（平成25年）2月 - 耐震強度試験実施
- 2013年（平成25年）2月 - 本社を中央区日本橋本町に移転
- 2013年（平成25年）12月 - 新型ラック「MITHRIL」＆「Fearth」の製造開始
- 2014年（平成26年）1月 - 3Dプリンター導入

## 主な製品
- 19インチラック
- 免震装置（THK (機械メーカー)）
- 分電盤
- 電源回路｜直流入力直流出力電源（DC to DC）装置
- 電源回路｜交流入力直流出力電源（AC to DC）装置
- IT機器筐体
- 特注品